# 諾氏無線鰨
諾氏無線鰨為輻鰭魚綱鰈形目鰨亞目舌鰨科的其中一種，為熱帶海水魚，分布於東大西洋幾內亞灣至安哥拉海域，棲息深度50-100公尺，體長可達70公分，棲息在沙泥底質底層水域，生活習性不明，可作為食用魚。

## 扩展阅读
維基物種上的相關：諾氏無線鰨